# Gabriel Manzini
Gabriel Antonio Manzini (n. Buenos Aires, Argentina, 26 de septiembre de 1975) es un exfutbolista y actual entrenador argentino
Jugaba de delantero y militó en diversos clubes de Argentina y Chile (único país donde jugó en el extranjero).
Actualmente se desempeña como entrenador del Excursionistas de la Primera C de Argentina.

## Clubes

### Como jugador
| Club                     | País      | Año       |
| ------------------------ | --------- | --------- |
| Flandria                 | Argentina | 1995-1996 |
| Luján                    | Argentina | 1996-1997 |
| Leandro N. Alem          | Argentina | 1997      |
| Defensores de Cambaceres | Argentina | 1998-1999 |
| Audax Italiano           | Chile     | 1999      |
| Defensores de Cambaceres | Argentina | 2000      |
| Argentino de Quilmes     | Argentina | 2000-2001 |
| Deportivo Morón          | Argentina | 2001-2003 |
| Colegiales (Munro)       | Argentina | 2003      |
| Deportivo Merlo          | Argentina | 2004-2006 |
| Justo José de Urquiza    | Argentina | 2006      |
| Barracas Central         | Argentina | 2007-2009 |
| Deportivo Laferrere      | Argentina | 2009      |
| Ferrocarril Midland      | Argentina | 2009-2010 |
| Leandro N. Alem          | Argentina | 2010-2011 |

### Como entrenador
| Club                     | País      | Año           |
| ------------------------ | --------- | ------------- |
| Deportivo Merlo          | Argentina | 2012-2013     |
| Defensores de Cambaceres | Argentina | 2013-2014     |
| Argentino de Merlo       | Argentina | 2015          |
| Argentino de Quilmes     | Argentina | 2015          |
| Deportivo Merlo          | Argentina | 2016          |
| Excursionistas           | Argentina | 2018          |
| Deportivo Merlo          | Argentina | 2022-presente |